# Forest Silence
Forest Silence — венгерская блэк-метал, образованная в 1997 году в Сомбатхей. Группа была образована как сайд-проект клавишника Winter из Sear Bliss. После записи трёх демо в 2006 году был выпущен единственный полноформатный альбом Philosophy of Winter, а затем в 2010 году мини-альбом Winter Ritual.

## Состав
- Winter — все инструменты и вокал

Бывшие участники
- Nagy Andreas — сессионная гитара
- Zoltan Schoenberger — сессионные барабаны

## Дискография
- 1997 — The 3rd Winter (демо)
- 2000 — Winter Circle (демо)
- 2002 — The Eternal Winter (демо)
- 2006 — Philosophy of Winter (полноформатный)
- 2010 — Winter Ritual (EP)